# 渚みつき
渚 みつき（英文名：Mitsuki Nagisa、なぎさ みつき、1998年2月7日 - ）は、日本の女優、元AV女優。バンビプロモーション所属。

## 略歴
2019年1月にAVデビュー。なお、『月刊FANZA』2023年7月号のインタビューによると正式デビュー前にオファーがあり『大嫌いなオヤジ相手なのに大量潮吹き! 』（kira☆kira）に無記名で出演している。この時は事務所入った時のまま金髪だったが、デビューするなら黒髪にと言われ、デビュー作並びにイメージビデオ作品撮影に至った。デビュー時のキャッチコピーは「誰もが憧れた学校一のマドンナ」で正規デビュー作もそれに即した作りになっている。以降、4月までにレズ、ごっくんを次々解禁。その後も大量ぶっかけ、集団凌辱、宙づり拘束などのハードプレイに挑み、企画単体のトップ女優となる。
2020年8月、月刊FANZA発表2020年上半期AV女優ランキング5位獲得。2020年12月、「FLASH 2020年現役最強セクシー女優BEST100」読者投票・清楚部門第4位選出。FANZA発表2020年年間AV女優ランキング8位を獲得。
2021年8月発表「読者300人が選んだFLASH 2021セクシー女優ランキング」読者投票69位。月刊FANZA発表2021年上半期女優別ランキング11位。
2021年9月、トリプルHAPPYキャンペーン2021キャンペーンガール就任。
2022年7月、新潟県で免許合宿にて実技試験合格。同年9月2日、HHHグループによる「トリプルHAPPYキャンペーン2022」キャンペーンガール就任。
2023年1月18日、デビュー5周年を迎える2024年1月13日をもって現役引退することを表明。引退理由は婚活のため。占い結果の結婚予定日が毎年後ろ倒しになり、婚期を逃していると感じたことが発端。
2023年7月3日週FANZA動画フロアランキングにて、2022年12月に発売された出演アンソロジー作品『【福袋】S-Cute 可愛い子だけ15作品をノーカット収録38時間!』が1位を記録。8月7日週FANZA動画フロアランキングにて、同作品が3位再浮上。
FANZA動画フロア2023年9月度月間AV女優ランキングで3位に浮上。FANZA動画フロア2023年10月度女優ランキングでも3位を維持。
2023年11月18日、枢木あおい×渚みつきトークイベント!『くるなぎといっしょ！』を東京・ロフトプラスワンにて開催。イベントでは、二人の出会いやプライベートでのエピソード、初共演作の撮影裏話などを語った。
FANZA動画フロア同年11月女優ランキング第6位。同12月度女優ランキングでも6位を維持。
女優業引退後の目標として「昼職につく」「ワンちゃんを飼う」「時間を大切にできる彼氏を作る」「そのまま結婚して家庭を築く」を挙げている。
FANZA動画フロア2024年1月度月間AV女優ランキングで6位を記録。
2024年1月13日、オフ会開催をもって表明どおり現役引退した。AV引退後も事務所には残り、モデル活動、および女優活動は続行。同年にはアクション監督・早瀬重希が全面プロデュースするガールズアクションプロジェクト「アクションKICKガールズ」に参加。AV引退後も収録済の作品は発売されているため、FANZA動画フロア2024年5月度月間AV女優ランキングにおいて、4位にランクインした。FANZA動画フロア2024年6月度月間AV女優ランキングで7位ランクイン。FANZA動画フロア2024年7月度月間AV女優ランキングでは6位ランクイン。
2024年5月11日、nanairo主催で枢木あおいとの「枢木あおい＆渚みつき 卒業式ネットサイン会」を開催。ゲストを呼びつつ約6時間半生配信した。
2025年1月31日、同年8月いっぱいでの事務所退所、完全引退を発表。FANZA動画フロア2月度月間女優ランキング8位ランクイン。2025年2月8日、9日には台湾で開催された「TOP女神台北感謝祭」に招かれ参加した。

## 人物
- 静岡県出身。趣味はライブ、ドライブ、キックボクシング、特技はカラオケ[3][36]。血液型はB型[37]。4歳上の姉と3歳上の兄がいる[38]。
- 初体験は中学1年生。相手は同い年の彼氏。場所は公園の誰でもトイレ。デビュー時までの経験人数は約80人[37]。中学時代に「こいつは名器だ」と言われ[26]、当時の彼氏にAVで上手なフェラを覚えろとしょっちゅう見せられたことでAV女優という職業に興味を持ち、中学3年生の時の作文で「将来AV女優になりたい」と書いた[26]。先生には怒られたがクラスメイトには「お前ならなれる」と太鼓判を押された[26]。
- 漫画「鬼滅の刃」のヒロイン・竈門禰豆子のコスプレイヤーとしても知られ[39]、発端となったパロディ作品は海外メディアでも取り上げられた[40]。このほかにも多数のコスプレ作品がある。パロディ作品撮影時にはイメージを具体化するため、漫画作品を読み込んで臨んだ[26]。

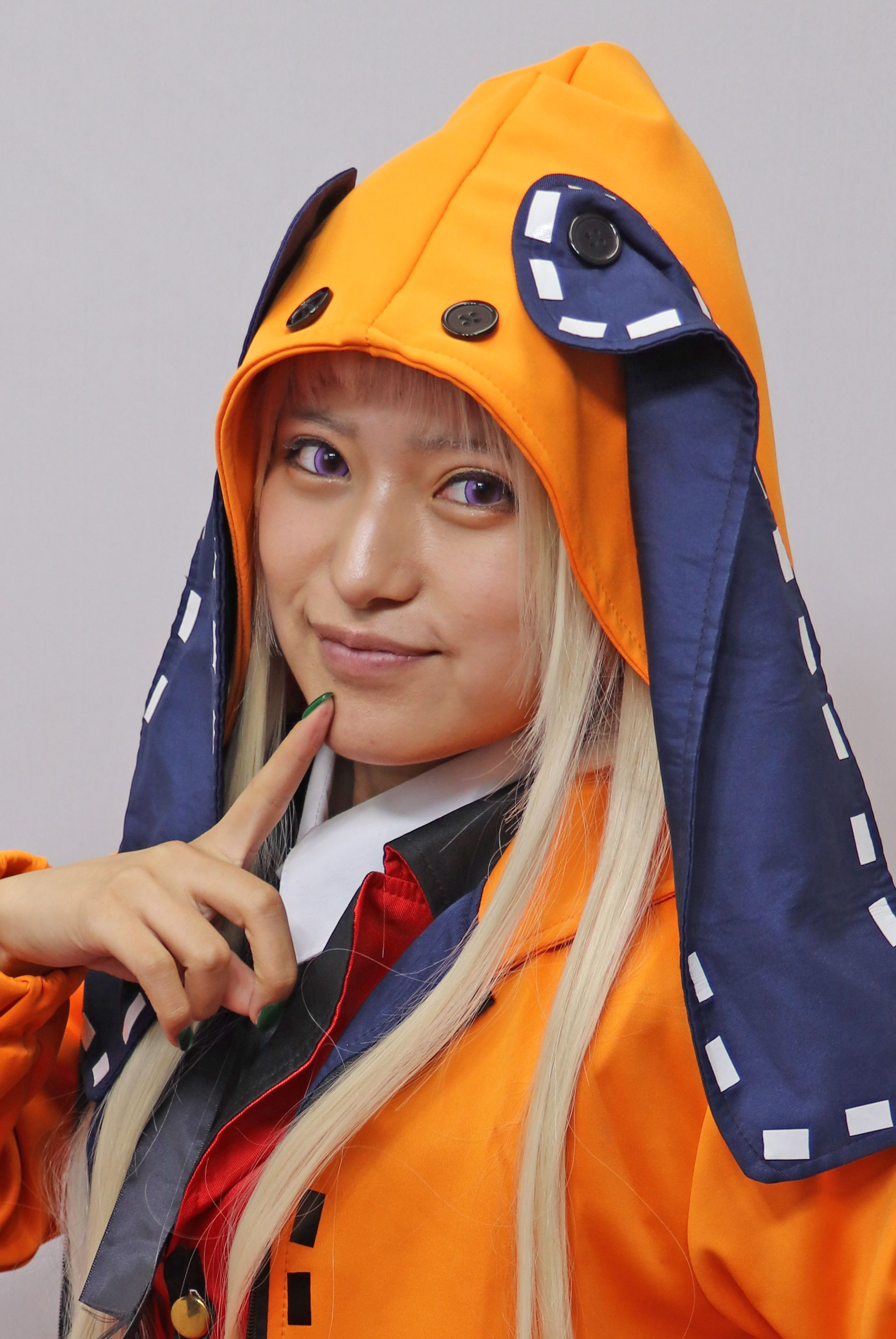
賭ケグルイ・黄泉月るなのコスプレをする渚みつき（2023年）

- AVライターのくろがね阿礼は独自の統計から、2019年上半期頂点の新人女優と分析した[41]。
- 共演が多くプライベートでも交遊ある親友の永瀬ゆいは「みつきちゃんは好きな人としか絡まない人」と性格を評している[2]。
- イラストレーターの杜のひやし中華は「はかなげなBカップは、平らな乳房にポツンと突起した乳首がいやらしく、妙にそそられる」「張りのあるおしりも魅力で、多くの尻フェチ作品で楽しませてくれた」と体型を評価している[18]。
- デビュー時よりアドリブのセリフがうまいと評される[9]。俳優の渋江譲二は「無邪気なメスガキ、薄幸の若妻、地雷系女子までどんな役柄もこなせる」と演技力を評価している[8]。渚本人は小学生役などは恥ずかしくないが、本来の性格と真逆な「あざと可愛い」「ブリブリ」等の役柄は恥ずかしいと述べている[7]。
- 親友は枢木あおいで、仕事としても最多共演女優となった。なお同年齢だがデビューは枢木の方が2年早い。

## 作品

### アダルトビデオ
- 他校でも噂になった埼玉県K市にある学校一の美少女 渚みつきAVデビュー（1月13日、アイデアポケット）
- 大嫌いなオヤジ相手なのに大量潮吹き! 渋谷で見つけた超ツンデレ制服ギャルと超大量お漏らしSEXしまくった週末の記録ビデオ（1月19日、kira☆kira）※「みつき」名義
- コンプレックスの微乳は超敏感AAカップ 揉んで擦って舐めて抓ってイカせまくる ちっぱい弄くり倒し性感覚醒セックス（1月25日、kawaii*）※「なぎさ」名義
- 世間を騒がせた某有名リフレで本指名率No.1だった制服美少女がひっそり現役復帰! 都内某所にある超人気制服リフレ店でこっそり働くみきちゃんのチンビク裏オプ映像をまるっとそのままAV発売!しちゃいました。（1月25日、ナンパJAPAN）※「みき」名義
- すんごいロリィ見っけたどー。 ［本邦初公開］今話題のマッチングアプリで出逢った栃木在住のメチャ可愛い 18才素人とのハメパコ動画流出します。（2月27日、FIRST STAR）※「みゆう」名義
- 初心で可愛い女子校生をナンパ! カレのチ○ポでイクなんて知ら無かった若娘の身体をモノにして 尻穴丸見えの杭打ちピストン! えっ!?ヤダヤダ!そんなに激しくしたらヤバいって! 有無を言わさず乙女のオ○ンコに濃厚ザーメン注入(中出し)で放心状態の女子校生たち!（2月27日、MERCURY）
- 隣で妹が寝ているのに音を消さずにAVを観る兄。それに気付いた妹は見て見ぬフリをしようとするが股間は言う事を聞かず…（3月1日、DOC）
- 「この見た目でヤリマンビッチってドン引きですか?」 清楚系ド貧乳スレンダー お嬢様りおチャン18才 AVデビュー（3月1日、キチックス）※「りお」名義
- イマドキ女子の♯P活記録 発掘!!最強素人!（3月7日、桃太郎映像出版）※「みつき」名義
- 濡れてテカってピッタリ密着 神スク水（3月7日、親父の個撮）
- 円女交際 中出しoK18歳 S級円光娘（3月7日、パコパコ団とゆかいな仲間たち）
- 過激オナニーで発狂!クールな制服優等生 「バイブもチ●チンも好き!」どんな棒でも腰を震わせ絶頂! 情欲性交に溺れる平成最後の正統派美少女（3月13日、オーロラプロジェクト・アネックス）
- ガチナンパ! 池袋産直! ウブ女子大生に絶倫童貞くんが筆下しのお願い! 激鬼ピストンで感度急上昇の敏感マ○コはイキっぱ理性崩壊!（3月15日、ピーターズ）
- 顔出し!働く美女限定 ザ・マジックミラー 街頭調査! 職場の同僚と日本一エロ〜い車の中で2人っきり♥ 理性と性欲どちらが勝つのか!? in 池袋 9 同じオフィスで働く男女に突然のSEX交渉!! 人生初の真正中出しスペシャル! 2枚組8本番!（3月19日、ディープス）
- パパ活サイトで発掘したピンク乳首ギャルは、実は恥ずかしがり屋の超ピンクま●こ! イっても止めない追撃ピストン、媚薬ガンギメ焦らし、危険日連続生中出しの逢瀬を重ね、俺好みの黒ま●こイクイク早漏ビッチに育ててやりました!（3月22日、赤面女子）※「みっきー」名義
- 生意気な妹に抵抗され睨まれ罵倒されながら無理やり近親相姦する兄（3月22日、TMA）
- 令嬢鬼畜調教 懐妊までの監禁凌辱…地獄の30日間（3月25日、オーロラプロジェクト・アネックス）
- 「イヤだとは言えない…」女子力UPを目指してやって来たエステ店で、女性施術師に身を委ね安心してたのに男性施術師に交代!? まんまと男の口車に乗せられ拒むことができず快楽に身を委ねてしまった制服美少女たちの性感オイルマッサージ（3月27日、FIRST STAR）
- 黒髪清純美少女と変態オジさんの種付け課外授業（4月1日、プラネットプラス）
- 美術部レズビアン 先輩の裸体モデルをさせられて 〜部活内発情レズ覚醒〜（4月7日、ビビアン）
- 【無編集動画】 ONE CUT OF THE SEX カメラは止めない!（4月7日、パコパコ団とゆかいな仲間たち）
- 低身長148cm 低身長、童顔、貧乳。（4月9日、ケートライブ）※「みつき」名義
- 本気(マジ)口説き ナンパ▶連れ込み▶SEX盗撮▶無断で投稿 イケメン軟派師の即パコ動画 19（4月12日、MAGIC）※「みつき」名義
- 敏感制服美少女 S級素人出演! パパ活サイトで見つけた愛人のみつきちゃん（4月12日、S級素人）※「みつき」名義
- ザーメンごっくん研究サークル 我がサークルでは精子量に自信があるザーメンドナーを随時募集しております!（4月19日、エムズビデオグループ）
- 羞恥 生徒同士が男女とも全裸献体になって実技指導を行う質の高い授業を実践する看護学校実習 2019（4月25日、サディスティックヴィレッジ）
- 「おじさんもうやめて…」 嫁の連れ子がドストライクなので悪戯し続けています。（4月25日、ひよこ）※「RIKO」名義
- 姪交換 4 〜2人の叔父による調教姪っ子交換記録〜（4月26日、TMA）
- 姉の挑発を真に受けた童貞弟がイッてるのに気づかず爆走ピストン (5月1日、ムーディーズ)
- イマドキ☆ぐうかわギャル女子●生 Vol.007（5月17日、BAZOOKA）
- 【完全撮りおろし】 変態おじさんが秘かに撮り続けた珠玉の手コキ・フェラ映像を一挙公開。ひよこ女子13人24射精400分SPECIAL!（5月23日、ひよこ）
- 絶倫父とオタク兄に中出しされ続けた性処理係 (6月1日、プラネットプラス)
- クソ生意気下着売り制服娘を監禁生姦キメパコ中出し (6月19日、kira☆kira)
- 働く新卒社会人と性交。 VOL.013（6月28日、BAZOOKA）
- 毎朝見かけるニーハイ太ももパンチラ女子○生が可愛くてチ○ポ硬くしてたら、「おにいさんのスケベ。」とほっぺを膨らませて怒り顔。でもすぐにウルウルした目で僕を見つめてくる、ツンフワ小悪魔だった。8 (7月11日、SWITCH)
- いつでも中出しさせてくれる僕だけの女子○生アイドル (7月12日、宇宙企画)
- 先っぽ3cmまでは挿入させてくれる妹とのギリギリ相姦未満生活 (7月13日、アリスJAPAN)
- おぢさんが送って来る絵文字って顔に汗のやつ多過ぎ (7月13日、バルタン)
- 姉ちゃんが家にいない間に勝手に転がり込んで姉のイケメン彼氏と3日間中出ししまくってやったZ (7月19日、kira☆kira)
- あの日、大学の飲み会が中出し輪姦サークルに変わった。 (7月25日、本中)
- 催眠洗脳された美少女は嫌がりながらも淫乱ビッチになっていた。 (7月25日、ダスッ!)
- 2泊3日の夏合宿で先輩マネージャーとまさかの相部屋。汗だくでSEXしまくった青春時代。 (8月1日、MOODYZ)
- 男汁ぶっかけ痴漢バス 絶倫チ●ポ集団に狙われザーメン凌辱中出し輪姦レ×プ  (8月1日、ワンズファクトリー)
- 禁欲生活で性欲が爆発して男を監禁! W痴女の逆サンドイッチ種搾りSEX (8月1日、Fitch)
- 凄テク嬢を隠し撮り。乳首をコリッコリに責められスローオイル手コキで焦らされ極限まで高められた後に睾丸がカラッカラになるまで…ボクの一部始終 2 (8月1日、変態紳士倶楽部)
- ちっぱいAAカップ極細スレンダー制服女子に中出しバイトさせた件。 (8月1日、変態紳士倶楽部)
- 小悪魔挑発美少女 (8月1日、MARRION)
- 痴女ビッチ生徒会長 渚みつき ～女子わずか一割のほぼ男子校で一年間で1000発ヌキ、性権を握った小悪魔女子校生～  (8月1日、キチックス/妄想族)
- 密姦 性愛接吻調教 (8月7日、アタッカーズ)
- 初めてが私でいいのかな… ひよこ女子の密着・いちゃいちゃ・甘えんぼ極上筆おろし 〜ひよこ1周年記念スペシャル。君はどの天使で筆おろしされたい??編〜 3（8月8日、ひよこ）
- 制服美少女リフレ裏オプ解禁法 (8月13日、ムーディーズ)
- (ハッシュタグ)孕ませオヤジ募集 (8月19日、kira☆kira)
- 俺の寝取られ趣味が愛する彼女にバレてしまい、俺のために彼女がキモ親父達に中出しされまくる動画が送られてきた (8月19日、かぐや姫Pt/妄想族)
- 私とイチャイチャしませんか?殿方の疲れ癒します。女子○生温泉 日頃のストレスを解消するために秘湯に遊びに行ったら、カワイイ女子○生の仲居さんが手取り足取りマ○コも使って極上リフレッシュ発射! (8月22日、SWITCH)
- 旅行で両親が不在…二人きりになったらいつも可愛かったボクのいもうとが豹変!?超積極的になってボクのからだを奪いにきたッ!! (8月23日、クリスタル映像)
- 「中だけは…やめて…」父に犯され続ける娘の近親相姦偏愛映像（8月23日、I.B.WORKS）
- 練習後にカラッカラになるまで射精させられ密着コンビネーション逆3Pで痴女られる僕 (8月25日、kawaii*)
- 星奈あいが柏木まいと渚みつきのオマ○コ重ねてまとめてイカせるガチレズ同性愛SEX!ド淫乱な2人も星奈あいを激しく責めて…全員エビ反り絶頂!! (8月25日、セレブの友)
- 暴発を誘うチクビ弄り…と発射直後から手加減なく再開されるトロけるオネダリ2連射セックス (ハート) (8月30日、ワープエンタテインメント)
- 真夏の密着汗だく夜行バス～隣の文系女子にデカ尻騎乗位で射精させられ続けた思い出の一夜～ (9月1日、MOODYZ)[42]
- 黒人NTR種付けプレス 僕の自慢の彼女がゲスな外国人留学生に奪われた話… (9月1日、Fitch)
- 逆3Pハーレム中出し 幼なじみの双子姉妹が両親の不在中に僕に全力アタックを仕掛けてきたあの日。 (9月13日、MOODYZ)
- 憧れのアノ娘の素顔 清純ポニーテール制服娘 背徳の中出し淫交 (9月13日、AVS Collector's)
- 新放課後美少女回春リフレクソロジー+ Vol.026  (9月13日、宇宙企画)
- 美少女高齢者介護ヘルパー ごっくんデイサービス (9月19日、エムズビデオグループ)
- 幼なじみの生意気ギャルと保健室のベッドで偶然隣になり、学校サボって一日中精子枯れるまでヤリまくり! (9月19日、kira☆kira)
- 背後から膣奥深く侵入する鬼畜チ○ポにイキ堕ちる危険日孕ませバック痴漢 (9月25日、本中)
- 夏休みで田舎に帰省した三日間、従妹に欲望剥き出しでハメまくった中出し記録。 (9月25日、ダスッ!)
- むっつりスケベ文系女子のねっとり追い打ち中出しソープランド (9月25日、痴女ヘブン)
- 姪っ子たちの夏の想い出…みんなで大好きな伯父さんとザーメン中出し種付けSEX (9月25日、セレブの友)
- 汁男優としてAV撮影現場に参加したボク!人気女優4名に惚れられて、撮影中に痴女られまくりハーレム! (9月26日、SODクリエイト)
- 麻薬捜査官 ヤク漬け膣痙攣 (9月26日、アイエナジー)
- はじめて彼女ができたので幼なじみとSEXや中出しの練習をする事にした (10月1日、MOODYZ)
- こりこりと乳首いぢりで堕ちた妻 (10月7日、JET映像)
- 同じ学校に通う彼氏持ちセフレにこっそりコンドームを破って無許可で中出しイタズラ生活 (10月13日、MOODYZ)[43]
- 超高級美少女中出しソープ (10月15日、ピーターズMAX)
- クソ生意気な円光たけのこ剥ぎ娘を馬乗りレ×プ (10月19日、kira☆kira)
- 僕のおちんちんからタピオカ出るんだけど、飲んでみる? (10月25日、ダスッ!)[44]
- SNSのリプライから始まる同性愛（レズビアン）SEX  野々原なずな 渚みつき(10月25日、セレブの友)
- 生意気な女子●生に抵抗され睨まれ罵倒されながら無理矢理犯す教師（10月25日、TMA）
- 憧れの先輩とレズれ! (11月19日、レズれ!) [45]
- あの人に、私、監禁されました。 (11月19日、ドグマ)
- 鬼詰のオメコ (11月22日、TMA)[46][47]
- アナル舐め舐めロリ痴女ヘブン (11月25日、痴女ヘブン)
- ひとりじめ (11月25日、ダスッ!)
- 夏休みに家出してきた親友夫婦の娘。 思い出と変わらない制服美少女と胸キュンSEXをしまくった数日間。 (11月25日、h.m.p DORAMA)
- ニタニタ笑顔で義理の父と兄を弄ぶ小悪魔チキチキボンバヘッ。 (11月27日、FIRST STAR)
- おじさん、クンニして! だって同年代の男が舐めてくれないから… (12月1日、MOODYZ)
- W奴隷 (12月4日、グローリークエスト)
- リアルストーカー vol.2 (12月12日、MERCURY)
- バトル・オブ・レズビアンズ3(12月12日、ROCKET）
- 20年ぶりに地元で再会した初恋女性にそっくりな娘を犯してしまった夏の思い出。 (12月13日、MOODYZ)
- リア充女子×こじらせ女子 レズビアンルームメイト (12月13日、セレブの友)
- 修学旅行先逆NTR 生意気ギャル生徒を看病するためまさかの相部屋に…イタズラ誘惑にフル勃起で何度も中出ししまくってしまった教諭。 (12月19日、kira☆kira)
- 教育実習生飼育 恥辱の教室 (12月19日、バミューダ/妄想族)
- 美少女中出し島 10周年大感謝祭スペシャル!!超ハイテンション中出し大乱交 (12月25日、本中）
- ヤリざかりNTR 初恋当初は処女だった片思いの同級生に3年ぶりに再会したら経験人数100人のビッチになっていた！ 気が付いたら、僕の目の前で、親友と中出しSEXをし始めていた… (12月25日、本中)

- 絶対領域 挑発美少女ハーレム学園3 すべすべな太ももに挟まれ身動きできず何度も射精させられる! (1月1日、ムーディーズ)
- 禁断介護 (1月2日、グローリークエスト)
- ミスキャンパス集団強姦 ありふれた輪姦事件の深層 (1月7日、アタッカーズ)
- ナチュラルハイ新春特別作品成人式痴漢 中出しSP (1月9日、ナチュラルハイ)
- 制服びしょ濡れ雨宿り 濡れ透け姉と友達の10人に襲われて中出ししまくった大雨の放課後 (1月13日、ムーディーズ)
- 銀河級美少女在籍　全身ずっとベロベロ舐めまくり制服リフレ　Vol.002 (1月17日、宇宙企画)
- 「おじさんの家をキレイにしにきました…」 お小遣い欲しさにスク水ニーハイ姿で清掃する純真無垢な小娘にオトナチ○ポねじ込み激ピストン! 膣奥突かれて何度も大絶頂！何度も中出し!（1月17日、V&R PRODUCE）
- 彼氏が部活の合宿で留守中に彼氏のお兄さんとキメセクしまくった媚薬漬け同棲生活 (1月19日、kira☆kira)
- 一度でいいから女体化媚薬で入れ替わった娘のカラダでやってみたい!! (1月19日、ドグマ)
- デビュー1周年だよん渚みつきアゲアゲパコパコ8時間大放出BEST (1月19日、kira☆kira) ※単体ベスト
- ひよこ女子にお酒を飲ませてみたら効果絶大。べろんべろんに酔っぱらって若い身体を好き勝手楽しむことができました。 (1月23日、ひよこ)
- わざと雪山遭難して、姪っ子と中出しで温め合った3日間 (1月25日、本中)[45]
- 召喚したキュートな美少女の淫魔に精子が空になるまで毎晩吸い尽くされる (1月25日、h.m.p DORAMA)
- 狩られた女子学生 (1月25日、オーロラプロジェクト・アネックス)
- 渚みつきの乳首ビン勃ちエビ反り連続絶頂4SEX＋α (1月25日、セレブの友)  ※単体ベスト
- 円光女子●生 はじめての種付け孕ませ (1月25日、ホームルーム)
- パパ活おじさんを本気で好きになっちゃった私の純愛の記録。  (2月1日、ムーディーズ)[48]
- 渚みつき超BEST4時間 9SEX収録 (2月1日、キチックス/妄想族) ※単体ベスト
- 最高の美女と中出しセックス (2月7日、プレミアム)
- 常に腋見せフェチイメクラ 渚みつき Vol.003 (2月7日、ONE MORE)
- ミニマムめいっ子中出し (2月11日、ケートライブ)
- AV出演NTR AV男優に寝取られる前日と当日夜に彼女に胸糞中出ししまくった僕。 (2月25日、本中)
- 声出したら中出し!美少女孕ませきもだめし林間学校 (2月25日、本中)
- 私は快楽狂いのド淫乱オナニスト 6 (2月25日、セレブの友)
- 渚みつき SPECIAL BEST 4時間 （2月28日、TMA)
- 円光ギャルの恐喝調教生活 ～クソカワJ●に家ごと奪われちゃった俺～ (3月12日、アキノリ)[49]
- 感じすぎていっぱいおもらしごめんなさい…27  (3月25日、セレブの友)
- NEWガチンコ全裸レズバトル 4 (3月26日、ROCKET)
- 中年オヤジに密着しながら全身を隈なくねっとり舐め回すザーメンごっくん性交 (4月3日、h.m.p)
- 耳舐め囁き洗脳された巨乳レズビアンが彼女の前で寝取られ堕ちた日。 (4月7日、ビビアン)
- 挑発パンチラ美少女ハーレム エロ盛り娘に囲まれチ○ポバカになるまでイカされる (4月11日、ムーディーズ)
- 金粉ヒロイン誕生 (4月19日、ゴールドバグ/妄想族)
- 出会って即生ハメ!即中イキッ!中出し直後のビクッビクンってイッてる時に激ピストン再開! 「もうイッてるってばぁ!」抵抗を無視して追撃ピストン連続中出し!! (4月25日、本中)
- 渚みつきベストぜ～んぶ中出し40発射21本番 (4月25日、本中) ※単体ベスト
- カントク女子＃6 渚みつき (4月27日、FIRST STAR)
- 絶対寸止めしてくる小悪魔挑発姉妹 渚みつき 枢木あおい（5月1日、MARRION）
- 外見ギャルなのに中身清楚だった処女を毎日セックス漬けにして身も心も立派なドMビッチに調教したったw 渚みつき（5月7日、かぐや姫Pt/妄想族）
- 逆時間停止学園 ～時間を止められ身動き出来ない僕を好き勝手に弄ぶ痴女たち～（5月7日、犬/妄想族）
- 渚みつきのM男専門援○交際（5月7日、犬/妄想族）
- 拗らせ性癖を持つ二人の変態攻防戦 渚みつき（5月15日、エロタイム）
- みつき様は匂いを嗅がれたい 拗らせ性癖を持つ二人の変態攻防戦 渚みつき（5月15日、宇宙企画）
- 今からこの一家全員レ●プします 練●区光●丘（5月15日、レアルワークス）
- AV女優 裸コレクション 第十一弾（5月15日、、V&R PRODUCE）
- 本能が求めるケタ違いの高次元性交 狂うほどに情熱的な淫溺の戯れ。渚みつき（5月19日、TEPPAN）
- ロリっ娘×敏感Aカップ×スペレズ 冬愛ことね 渚みつき（6月19日、エムズビデオグループ）
- 連れ子姉妹 河奈亜依・渚みつき（5月22日、I.B.WORKS）
- 【配信専用】可愛すぎるメンヘラメイドのラブラブご奉仕 渚みつき（6月19日、プレステージ）
- 「初レズの目覚め」兄よりも気持ち良かった。兄の彼女とのレズセックス。 ゆい みつき（6月25日、ダスッ!）
- セレブ女子校公開調教 渚みつき（6月25日、グローリークエスト）
- 先生のことがずっと前から好きでした。 渚みつき（6月27日、JUMP）
- ご都合主義ペット完全飼育デリバリー（7月10日、レアルワークス）
- 青春!ブルマー 渚みつき（7月13日、ミル）
- 騎神戦隊レジェンミラー 死闘! 悪夢と絶望の悲壮なる最終決戦!!（7月24日、GIGA）
- 渚みつきMOODYZ初BEST8時間（8月1日、ムーディーズ）※単体ベスト
- ご主人様が大好きすぎるヤンデレメイドご奉仕 渚みつき Vol.005（8月7日、プレステージ）
- パパ活で知り合った貧乳ビッチにネコババされたので、媚薬漬けにしました。 渚みつき（8月13日、ダスッ!）
- Kusuguri Time（8月15日、スパークビジョン）
- 本中10周年記念作品!! 美少女中出し島完全版おもてもうらも全部見せちゃいます! 240分SPECIAL（8月25日、本中）
- びしょ濡れ女子●生雨宿り強●わいせつ7（8月28日、TMA）
- 服従のW美少女 再婚し幸せな母の知らない所で絶倫オヤジ（義父）に犯●れ続けている私たち 渚みつき 永瀬ゆい（9月1日、ムーディーズ）
- 彼女の‘妹’に小悪魔誘惑されて…!? すぐそこに彼女がいるのに、止まらないささやき淫語（9月4日、プレステージ）
- 私のカラダを求める妹は今日も笑顔でキスを迫る…。 没頭する濃厚接吻、背徳的姉妹レズビアン絶頂 弥生みづき 渚みつき（9月7日、ビビアン）
- あの日からずっと…。 緊縛調教中出しされる制服美少女 渚みつき（9月13日、無垢）
- 私はあなたの奴●です…どんな命令でも従います… 奴●調教で変態覚醒 渚みつき（10月1日、GLORY QUEST）
- パンティフェチ愛好会 みつき（10月8日、フェチ眼）
- 断髪式 渚みつき（10月19日、バミューダ/妄想族）
- 鬼詰のオメコ 無限発射編（10月23日、TMA）
- 拗れたヲタクに狙われた 男を知らない 地下裏アイドル 何度もレ○プされてしまいました。（10月23日、プレステージ）
- 童貞クン家で童貞狩り 渚みつき（10月30日、ワープエンタテインメント）
- カワイイ妹と先っぽ挿れるだけのはずが…。チ○ポの先だけ挿れて腰振る妹。でも、先だけじゃ我慢出来なくなって全部挿れちゃう。やっぱり奥が気持ちイイ!そのまま2人は普通にセックス。最後も「止めないで!」と妹に絡みつかれ妹マ○コにたっぷり中出し! 渚みつき（11月13日、アリスJAPAN）
- 憑依バカッター コンビニ崩壊クソワロタwwww エクストリーム前編 渚みつき（12月4日、SODクリエイト）
- 憑依バカッター テンション爆上げ!!!!! 2億％悪ふざけwwwww 女も男もコンビニも全部ぶっ壊!!!!! エクストリーム後編 渚みつき（12月11日、SODクリエイト）
- スーパーヒロインドミネーション地獄46 メルピュア！ピュアノアール（12月11日、GIGA）
- 闇の飼育 暴かれた割れ目 渚みつき（12月19日、バミューダ/妄想族）
- 地雷系女子 みつき 渚みつき（12月26日、地雷系女子）

- ミーティアス（1月8日、GIGA）
- 1on1ガチンコ全裸レズバトル4th 渚みつきVS葉月桃（1月21日、ROCKET）
- それでも僕は百合の間に挟まりたい。 High-Quality EDITION 冬愛ことね 渚みつき（1月25日、ダスッ!）
- 足を伸ばせば貴方もシンクロ!もう足ピーンしか愛せない! 渚みつき（2月11日、レイディックス）
- パ活女子校生 みつきちゃん（板橋区在住） 渚みつき（2月27日、JUMP）
- 一般素人男性モニタリング企画 街頭インタビュー中にナイショでご本人登場!! 波多野結衣 渚みつき AIKAと素人さんがご対面中出しSEX（3月12日、ケイ・エム・プロデュース）
- 縄酔い人妻 抑えられない緊縛願望 渚みつき（3月13日、AVS collector’s）
- 絶対パンチラ!常に挑発しながら抜いてくる小悪魔美少女3姉妹（3月19日、MARRION）
- むちむちデカ尻 神ブルマ 渚みつき ロリ美少女やぽっちゃり娘にピチピチブルマ&体操着を着せ、ハミパン、ムレムレワレメを毛穴まで見えるほどの超ドアップ接写!さらに尻コキ、着衣お漏らし放尿やブルマぶっかけ等ブルマ好きに送る完全着衣フェチAV（3月25日、親父の個撮）
- 最強属性46 渚みつき（3月26日、プレステージ）
- 渚みつき 解禁（3月26日、プレステージ）
- 渚みつきベスト (4月2日、h.m.p)
- それでも私は堕ちない… 抗い続ける美少女、屈辱輪姦。～監禁され緊縛調教に震える日々～（4月13日、無垢）
- 悪魔女王蹂躙地獄 Episode-9：蒼き女君主の肉体に隠された敏感なる蕾は 残酷に嬲り尽くされて屈辱と共に炎上する（4月25日、RED BABE）
- 女子校生孕ませレイプ中出し20連発（5月13日、REAL）
- 渚みつき2枚組ハイパーベスト8時間（5月25日、セレブの友）
- 露出・輪姦・ぶっかけ願望に憑りつかれた女（6月3日、グローリークエスト）
- 剃毛緊縛 茂みを剃られて縛られて姦淫（7月1日、ワルハラ）
- じんかくそうさ洗脳催眠 私は私がわからない。誰もいない学校にはゴミがない。肉塊見つけて微笑んで編（7月7日、山と空）
- 同人ヒロイン16 ブルーフェンリル/蒼井涼（7月23日、GIGA）
- 魔法美少女仮面フォンテーヌ ～偽フォンテーヌの魔罠～（7月23日、GIGA）
- 渚みつき BEST vol.1（8月5日、グローリークエスト）
- 潜入!! 噂のリンパマッサージ店 8「裏オプション、いかがなさいますか?」（8月6日、LEO）
- 筆おろしは幼なじみと…初めて彼女のできた童貞のボクのためセックスの練習相手になってくれたビッチな幼なじみ（8月14日、クリスタル映像）
- 痴女られスイートルーム ドS美女姉妹にホテルへ呼び出された僕は拘束! 挟まれ! 身動き出来ず! 連続射精・追撃男潮で24時間犯されて… （8月25日、痴女ヘブン）
- 対戦相手は巨根AV男優!? 罰ゲームは即ハメ生中出し! かわいすぎるシロウト女子大生が必死にイキ耐える 凄いテク我慢ゲームにチャレンジ! 3（8月26日、アイエナジー）
- おしっこ114連発 98人（9月2日、グローリークエスト）
- THE ドキュメント 本能丸出しでする絶頂SEX 可愛い小悪魔若妻ビクビク絶叫イキ狂い（9月8日、美人魔女）
- 渚みつき もっともっと♪濡れてテカってピッタリ密着 神競泳水着 ロリ可愛い女子の競泳水着姿をじっとりと堪能! 着替え盗撮から始まり貧乳から巨乳にパイパン、ハミ毛、ジョリワキ等のフェチ接写やローションソーププレイや競泳水着ぶっかけ等を完全着衣で楽しむAV（9月9日、親父の個撮）
- 夜を使いはたして、朝陽が昇るまで渚みつきにひたすら犯され続けたい。（9月15日、ケイ・エム・プロデュース）[50]
- 元ギャルの合法ロ●ママ チ●ポ喰い浮気交尾（9月25日、メディアキューブ）
- 痴女ギャルハーレム 淫乱ビッチに囲まれ挟まれナイトプールで何度も射精させられた僕（9月28日、痴女ヘブン）
- 互いの彼氏を味くらべ!? パイパン娘の悪ノリ4Pセックス!!（10月1日、プラネットプラス）
- 近所で可愛いと有名な子を飼ってます。（10月1日、NON）
- 下品だとか上品だとか関係なく、エグイくらい渚さんを弄びたい（10月1日、光夜蝶）
- 教え子のノーブラぽろりに我慢できず乳首をこねくり続けたら敏感早漏体質になってしまい乳首いじりっぱなし中出し性交を求められた。（10月5日、ルナティックス）
- 女王様の拘束ぶっかけ濡れだく猥褻従順ペット（10月6日、AVS Collector's）
- おじさん好き痴女っ娘。卒業式。大好きなおじさんと……。（10月12日、candy）
- イキ狂い完全保証 乳首責めのプロがエンドレスで貴男を犯す性感風俗　当店は嬢の許可なしの射精禁止です…（10月13日、ケイ・エム・プロデュース）
- リンパマッサージでガマンできずに綺麗なおねえさんのカラダを強引に弄りまくってたら感じてるようだったのでダメ元でお願いしたらヤラせてくれたッ!! 3（10月19日、LEO）
- 放課後キメセク 教え子の痴女ギャルに媚薬を盛られイカされまくる! ウルトラ下品なガンギマNIGHT（10月19日、kira☆kira）
- ウーマナイザーオナニー（10月21日、グローリークエスト)
- アナルのシワの数までハッキリわかる! ノーモザイク連続絶頂アナル見せオナニー5（10月21日、アイエナジー)
- 全裸メンズエステ 神楽坂店（10月26日、SEX Agent/妄想族）
- 世界の終わりだと洗脳された私は飼育監禁されました。冬愛ことね（10月26日、ダスッ!）
- 隣の渚さんが何故か僕の家に来てずっーーと乳首を弄り回してくるんです（汗）（10月29日、光夜蝶)
- 相席居酒屋 in 海の家でギャルと意気投合して童貞卒業VR!! (11月1日、kira☆kira) ※「みつきちゃん」名義。
- 男手一つで育てた3姉妹の愛娘にキモ中年の上客と円光させて食わせてもらっています (11月2日、kawaii*)
- 一流体育大学併設 競泳アスリートばかりを狙うスポーツトレーナー整体治療院12（11月2日、変態紳士倶楽部）
- 歌舞伎町のガールズBARコンビ降臨! 枢木あおい 渚みつきシャンパン入れたらチ●ポ挿れられたW 4P乱交 入れ替わり立ち代わりWフェラWセックス（11月16日、ABC/妄想族）
- 兄は私のオナペット みつきちゃん（11月27日、JUMP）
- お兄ちゃんとヤリたい!! 兄を挑発し続けるHな小悪魔妹（12月1日、プラネットプラス）
- 子供部屋おじさんの兄を飼ってます（12月3日、NON）
- 大好きな母と結婚した義父は鬼畜な人でした。（12月3日、光夜蝶)
- 射精しても絶対止めてあげない エンドレス乳首チ●ポ同時責め 無制限連続射精 乳首責め専門デリヘル 騎乗位中出しOKオプション付き（12月15日、ケイ・エム・プロデュース）
- 渚みつき SPECIAL BEST 2　4時間 （12月24日、TMA)
- こんなに可愛いのにビッチ!? ドスケベすぎるロリギャルが、ヤリたすぎてオヤジ達にパコられにやって来た!（12月25日、オイスター海運)
- 渚みつきの射精管理（12月31日、NON）

- 社員旅行で狙われた新人OL 3（1月7日、LEO）
- 帰省先のド田舎で再会した幼馴染二人に密着挟まれ身動き出来ず奪い合い中出しされて汗だく痴女られた三日間（1月25日、痴女ヘブン）
- 危険日直撃!! 子作りできるソープランド 35 女子○生編（2月10日、Mr.michiru）[51]
- 拷虐囮捜査官-PERSONA- episode2 卑劣な獣たちの淫欲は凛々しき蜜肉をしゃぶり尽くす（2月22日、BabyEntertainment）
- 両親が不在の間、僕（兄）の事が大好き過ぎる、義妹三人にベロキスフェラで囲まれ、挟まれ、射精させられ続けた二日間。（2月22日、痴女ヘブン）
- 痴漢盗撮＆中出し素人娘 1980媚薬オイルマッサージVOL.8超強力媚薬を配合したマッサージオイルを施術中に知らずに塗りこまれたオンナは、身体の火照りに驚き、チ○ポを欲しがる自分に戸惑い、垂れ出したマン汁に恥ずかしがりながらも生ハメ中出しまで欲してしまう! （2月23日、親父の個撮）
- 辻さくら レズ解禁 夫の妹に恋した私（2月23日、アイエナジー）
- 神パンスト 制服ロリ美少女の美脚を包んだ生ナマしいパンストを完全着衣でムレた足裏からつま先を味わい尽くす! 時には顔騎や足コキ、時にはお尻や足裏にぶっかけとやりたい放題! 発情させられた女の変態調教絶頂プレイを楽しむフェチAV（3月10日、親父の個撮）
- 美尻ガールズバー美少女ハーレム 肉尻揺らして腰を振る密着挟み撃ちプレスで何度も射精せるスケベ接客（3月15日、ムーディーズ）
- 暴虐蕩揺放置デビル・シェイカー 腹部強制痙攣×秘唇固定電マ×胸部淫猥吸引=女体制御不能昇天 Part2 全身性感地獄に狂い逝く女たち（3月22日、BabyEntertainment）
- アナルのシワの数までハッキリわかる! ノーモザイク連続絶頂アナル見せオナニー 9（3月24日、アイエナジー)
- 日焼け姪っ子姉妹（3月25日、TMA）
- みつきのオシッコ。（4月5日、オペラ）
- 喘ぐんだったらウチらのぷり尻に埋もれてろっ!! 義妹ギャル達の食い込みパンティに惑わされたみっともないボク（4月12日、ケイ・エム・プロデュース）
- クソ生意気なメスガキの黒タイツ チン先スリスリ見下し足コキで敗北射精させられるっ!（4月19日、ムーディーズ）[52]
- 神スケスケ 女子の服の中おっぱいはどんな感じで下着に包まれ、乳首はどの様に隠れ、マン毛はどんな感じでパンティーに覆われ、ハミ毛は? パイパンだったら? と日々妄想で勃起して完全着衣じゃモノ足りず、でも全裸じゃ抜けなくなった大人に送るAV（4月21日、親父の個撮）
- 素人トーキョー No.03 円光女子校生に生ハメ中出し!（4月26日、素人トーキョーH.S./妄想族）
- 受付嬢in...（脅迫スイートルーム）（4月29日、ドリームチケット）
- まるっと! 渚みつき（5月5日、プラネットプラス）（旧作『黒髪清純美少女と変態オジさん…』『絶倫父とオタク兄に中出しされ…』2編を完全収録）
- 監禁! 拷問! 調教! 絶叫! 絶頂! 強制絶頂絶叫拷問調教 屈強なる肉体 復讐の麻薬捜査官 涙に濡れる淫覚夢幻絶頂地獄（5月10日、AVS collector’s）
- パパ活女子の3P乱交温泉旅行（5月12日、First Star）
- 世界一エロくて美しい角オナニー（5月12日、レイデックス）
- 奇縄 第十弐章 失われた恥毛（5月19日、バミューダ）
- 渚みつきSUPER COMPLETE BEST（5月24日、ケイ・エム・プロデュース）※単体ベスト
- 渚みつき、まるっと4時間ほられっぱなし（6月3日、NON）
- リンパ無制限ドバドバ精子垂れ流しハーレム4P南国リゾート古式スパ（6月9日、SODクリエイト）
- マセガキ痴女3人組に童貞であることが発覚した教育実習生のボク!! からかわれながら両チクビ・チ●ポの3点責めで全方位キモチいい強制射精ハーレム学園!!（6月14日、ケイ・エム・プロデュース）
- 奇跡の童顔美少女、渚みつきBest（6月15日、ピーターズMAX）
- 羞恥洗脳! ハイグレ人間にされちゃった 7（6月23日、ROCKET）
- 食込み股縄調教 10人の股間に食い込む麻縄（6月28日、バミューダ/妄想族）
- 休日に彼女と。何度もラブラブセックス。（7月5日、S-Cute）
- クソ生意気なメスガキを鷲掴みピストンでわからせる（7月5日、ムーディーズ）
- 無毛ワレメ美少女に中出し8人（7月5日、プラネットプラス）
- 枢木あおいが大好きな女の子大集合! ファン代表対抗戦! 優勝賞品はもちろん枢木あおい! （7月12日、ビビアン）
- 美女5人と1泊2日ず～っとハメまくりのイキまくりハーレム風俗パラダイスHOTEL（7月12日、ケイ・エム・プロデュース）[53]
- 催眠お宅訪問 七瀬みぃなの場合 種付け確定! 催眠術を操るキモいおっさんに処女を奪われ中出しされまくるパイパン美少女（7月19日、無垢）
- S-Cute 20周年記念作品コレクション 美少女といちゃいちゃキャンプ 撮りおろし6作品 469分（8月2日、S-Cute）
- 異性に対して無頓着な文学美少女2人組が親友との友情よりも肉棒を求め続けるメス奴隷W媚薬調教（8月9日、ケイ・エム・プロデュース）
- カフェ娘連鎖痴漢 4 営業中の店内でイキ堕ちた言いなり店員を利用する数珠繋ぎ痴漢計画＋あの美少女バイト店員の転職後も数珠繋ぎ 完全撮り下ろしSP（8月11日、ナチュラルハイ）
- 【ハメログ】渚みつきちゃんにお酒を飲ませたらヤリマンオーラが全開だったのでそのままハメ撮りしちゃいました!（8月18日、チキチキカマー/妄想族）
- 義理の父にオモチャとして扱われてるのにマン汁を滴らせる私は変態です。（9月2日、光夜蝶）
- 新しい義妹は、鬼畜な人なのに僕の勃起は治まらない。（9月2日、NON）
- このメス女…只今発情真っ盛り!?（9月13日、クリスタル映像）
- マゾ極嬢変態スペレズW調教（9月13日、AVS collector’s）
- AV監督はオイシイお仕事♪撮影前の面接全裸チェックの実態 チェックの名の下クンニできるわ! フェラさせれるわ! 生ハメ中出しまでやりたい放題 人気女優8人のAV面接風景 VOL.5 （9月22日、親父の個撮）
- 下品だとか上品だとかどうでも良くなるほど、エグイくらい渚さんに弄ばれたい（9月30日、光夜蝶）
- じゅるネチョ音とささやき淫語で耳からトロけるASMRメンズエステ（9月30日、ワープエンタテインメント）
- 制服緊縛 お仕置きという名の緊縛調教（10月25日、AVS collector’s）
- 鼓膜と乳首と亀頭が無双モード!（11月1日、バビロン/妄想族）
- 制服女子のエッチな非日常 夜遊び×好奇心（11月1日、S-Cute）
- 義理の父に口マ●コとして扱われてるのにマン汁を滴らせる私は変態です。（11月4日、光夜蝶）
- 頭は悪いけど性欲の強い子供おじさんの兄に飼われてます。（11月4日、NON）
- 経験人数1人でデビューした私は、実は… BISEXUAL COMING OUT-バイセク告白- 3作品目で念願のレズ解禁!! ガチ照れしまくりレズイキSEX（11月8日、ビビアン）
- 出会い系レズアプリで知り合った小悪魔女子●生がデカパイ既婚OLを媚薬で犯すレズ姦ホテル24時間（11月22日、レズれ!）
- レイヤーをやり始めた妹を無言で貪った（12月2日、光夜蝶）
- 「私のアナル舐めたいんでしょ?」＃渚みつき ヒクつくケツの穴に垂れるマ○コ汁まで舐めさせて興奮する小悪魔お嬢様 (12月6日、グローリークエスト)
- 隣のJ●に脅されて入り浸られてます（泣-実写版- シリーズ累計11万部売上 制服少女とおっさんの歪な肉体関係を描いた全3部作全収録！（12月6日、ムーディーズ）
- 極上ルックスで何度も何度も射精させる全裸メイド美少女訪問サービス（12月13日、ケイ・エム・プロデュース）
- メイド教育。-没落貴族 瑠璃川椿-（12月15日、ピーターズMAX）
- めいっこ みつきちゃん（12月24日、JUMP）
- 最強属性58（12月30日、最強属性）（※ 監督＆出演）

- 素人女子大生【限定】みつきちゃん22歳 常にマイバイブを持ち歩いてどこでもオナニーしちゃうド変態派手髪JDと性欲爆発SEX！！（1月2日、恋愛カノジョ）
- 指名続出! ナンバー1キャバ嬢の卑猥な裏サービス!!（1月5日、プラネットプラス）
- 女子同士 友達同士。カラダの関係のない2人がプライベート自撮りレズ撮影。（1月10日、ビビアン）※「みつき」名義
- 濡れた女肌が艶っぽい 湯けむり中出し露天風呂（1月27日、MERCURY）
- W Ma○ko Device Bondage 鉄拘束マ○コ拷問 III みつき/ひかる（2月14日、グローリークエスト）
- 渚みつきで、ヌキまくりの397分!（2月28日、オーロラプロジェクト・アネックス）※『過激オナニーで発狂!クールな制服優等生 「バイブもチ●チンも好き!」どんな棒でも腰を震わせ絶頂! 情欲性交に溺れる平成最後の正統派美少女』『令嬢鬼畜調教 懐妊までの監禁凌辱…地獄の30日間』『狩られた女子学生』の3作を完全収録
- 美少女ヌード観察50人（2月28日、ケイ・エム・プロデュース）
- 渚みつきの射精案内所 いろんな射精メニューをご案内いたします!!（3月5日、プラネットプラス）
- NATSUKA レズ解禁 ～従姉との禁断の関係にハマった私～（3月23日、アイエナジー）
- 同窓会で人妻になった初恋の女子とドキドキエッチ! 性欲持て余しパンチラ誘惑してくる彼女と店内で! 彼女の家で!! （3月23日、SWITCH）
- いろいろなデニール数の黒タイツに挟まれたい…踏まれたい…絞められたい… 黒タイツ女子○校生脚ロック逆3P vol.2（4月4日、ディープス）
- 全編オール裸!! 全裸図鑑49人（4月5日、プラネットプラス）
- Extreme（過激な）オナニスト! 28 渚みつき ～10オナニー239分（4月11日、セレブの友）
- ナンパした娘がくそ生意気なメスガキでエロマンガのような逆レ○プ搾精されてしまった（4月16日、マキシング）
- 妹の友達は超ミニスカパンチラで誘惑してくる小悪魔/スケートめくりしてあげたらエッチなハートに火がついたスケベっ娘・みつきちゃん 渚みつき（5月2日、ヒビノ）
- 気になるあの娘の投稿に潜入！SNSハッカーを手に入れた（5月11日、ROCKET）
- 涎たっぷりベロキスハーレム学園 美少女生徒4人に挟まれて唾液ぐっちょり舐め犯されて何度も射精くッ!（5月16日、ムーディーズ）
- 下校少女連れ去り監禁ガンギマリ肉便器!（5月25日、ナチュラルハイ）
- M男クンを待たせてる部屋の鍵、お貸しします。（6月2日、ワープエンタテインメント）
- 1ヶ月だけ洗脳特権最高に面倒で、最高にエモい洗脳シリーズ催眠だけど催眠じゃない! 国家権力スマホってなんなのさ編（6月6日、山と空/妄想族）
- アナルのシワの数までハッキリわかる! ノーモザイク連続絶頂アナル見せオナニー16（6月22日、アイエナジー）
- 淫乱の刻印 絶望実況配信（6月27日、オーロラプロジェクト・アネックス）
- ホイホイラバー 09～コノコノハメドリ～ 素人ホイホイラバー・個人撮影・美少女・コスプレ・ハメ撮り・素人・顔射・飲酒・2発射・美乳・美白・スレンダー・童顔・ドキュメンタリー・ギャル・カップル・流出・電マ（6月27日、素人ホイホイ/妄想族）※ M.S さん（24）名義。先行配信作品『素人ホイホイLOVER コノコノハメドリ』より（2022年11月15日配信開始）
- 生徒の小悪魔な誘惑に負けた担任教師の僕は教え子のペニバンで何度も何度もメスイキさせられてしまった。（7月4日、MEGAMI）
- 「ご飯にする？お風呂にする？それとも私？」を渚みつきがやったら想像以上にエロ過ぎた。（7月4日、S-Cute）
- 蔵の中で緊縛調教される女子校生 想い女の面影に欲情した変態叔父に脅され暗く湿った密室で調教され続けた哀れな田舎娘 （7月11日、グローバルメディアアネックス）
- 悪戯痴女に監禁快楽を刷り込まれる脳イキ・メスイキ・拘束イキ（8月1日、M男パラダイス）
- M男アナルを破壊してメスイキさせるWペニバン小悪魔痴女!! （8月1日、グローリークエスト）
- オモチャにされた俺の彼女… 堕ちていく女（8月22日、レッド）
- 共犯痴漢 ～巨乳仲居の弱みを握って協力させ仕事中の同僚を犯りまくる道連れ計画～（8月24日、ナチュラルハイ）
- 引退間際のロリコスプレイヤーが禁断の決意! ファンとハメまくりぶっかけ乱交中出し撮影会（9月5日、ディープス）
- ヤリマンワゴンが行く!! ハプニング ア ゴーゴー!! 渚みつきとリズの珍道中 最強セックス兵器が電撃タランチュラ騎乗位で狩る! ちっぱいトップランカーのお台場卒業旅行（9月5日、桃太郎映像出版）
- シン・SEXのハードルが異常に低い世界（9月5日、ディープス）
- 覗いてしまった学園の闇…。 好きだった学級委員長は、先生に緊縛調教されるM女でした。（9月19日、無垢）
- 唾液ダラダラ! 愛液ドロドロ! 黒髪女子○生を粘着なめくじクンニで惚れさせるレズ汁痴●4（9月21日、ナチュラルハイ）
- 温泉客が居ても浴衣の中の抱っこSEXで挿入して逃がさず何発も膣射させる痴女っこ2（9月21日、ナチュラルハイ）
- 個人撮影会にやってくるファン相手に○秘営業で指名と小遣いを稼ぐNo.1個撮アイドル みつきちゃん（9月23日、JUMP）
- 絶対に手を出してはいけない教え子の小悪魔J系にバレヤバ状況で密着囁き淫語挑発され男潮吹くまで弄ばれた。（10月3日、FunCity/妄想族）
- 彼女催眠 実写版（10月10日、Hunter）
- 陰キャのボクを過激Tバックで挑発する美少女トリオのどこでも尻責めハーレム性交（10月10日、ケイ・エム・プロデュース）
- 変態レズ歯科医にとんでもないベロ責めで口内開発されイキまくる敏感女（10月12日、電脳ラスプーチン）
- 『渚とみつき』無限射精な天使と射精管理な悪魔の双子 ＃無限射精な白い天使＃限界超えても射精＃射精しても射精しても＃金玉からっぽ＃もっと出すまで許してくれない＃優しき悪魔「いっぱい好きなだけ、死んじゃいそうになるまで何度でも何度でも気持ちよく射精…（10月12日、BOTAN）
- 「誰か…誰か助けて…」 声にならない悲鳴！ 喘ぎ声も出せず声を押し殺し…敏感制服美少女図書館内中出し痴漢2（10月17日、カルマ）
- 隣人ストーカーの薬で眠らされた女子●生は住居不法侵入された自宅にて親の居ぬ間にレ×プされる（10月26日、Materiall）
- イケメン保育士に子宮萌!? 素人女子大生が初めてのばぶみ体験! エプロン姿がカッコイイ保育士さんに父性たっぷり甘やかされ赤面発情! そのまま脳がトロけるようなキス・キス・キス 全力デレデレ連続中出し膣キュンSEX（10月27日、赤面女子）※ 「みつきちゃん」名義
- 男子女子 思春期のモッコリ（10月28日、レイディックス）
- 欲求不満ちゃんととろけるせっくちゅ（11月3日、光夜蝶）
- ヒィヒィ～言っちゃうほど、渚さんに弄られたい（11月3日、NON）
- 清楚で生意気なメスガキ絶対的制服美少女が汚チ●ポに…媚び媚びご奉仕いたします 01（11月14日、ケイ・エム・プロデュース）
- やべーほどカワイイ妹を貪りたい（12月1日、NON）
- 家無し娘をヤリ部屋連れこみヤリチン中出しローテーション朝まで50発半泣きアクメ（12月5日、ムーディーズ）
- どっちも彼女な三角関係 一泊二日で6発射! 彼氏の精が果てるまで（12月5日、S-Cute）
- 危険日直撃!! 子作りできる派遣メイド（12月7日、Mr.michiru）
- 引退前に渚みつきのレズ願望叶えます 渚みつきがヤリたい女×渚みつきとヤリたい女（12月12日、ビビアン）
- こたつの中で彼氏の妹に媚薬手マンでイカされた快感が忘れられず追い媚薬をねだるキメレズ狂い女2（12月21日、ナチュラルハイ）

- 『インキュバスthird』前編～美形すぎる淫魔たちと無限交尾～IKASE愛バトルに弄ばれ奪い合われる快感に蕩ける私～ 渚みつき（1月5日、BOTAN）
- 『インキュバスthird』後編～美形すぎる淫魔たちと無限交尾～IKASE愛バトルに弄ばれ奪い合われる快感に蕩ける私～ 渚みつき（1月5日、BOTAN）

- 渚みつき The Ultimate Best 8時間（1月9日、セレブの友）
- スカートの中でこっそり生挿入をしてイキまくる!! 極上の癒しを提供する大正浪漫リフレ嬢 其ノ弐（1月9日、ケイ・エム・プロデュース）
- 希望を胸にやってきた新人メイドを朝から晩まで種付け痙攣性処理調教 嫌悪しか感じない男に泣きたくなるほど犯されて…（1月9日、クリスタル映像）
- 北関東圏某老舗旅館オーナー撮影動画流出 美少女を狙った睡眠薬昏睡いたずら動画 case02（1月23日、カルマ）
- クソ雑魚マゾな僕を弄ぶ小悪魔ギャルのM男狩りで犯されたい!（1月23日、MEGAMI）
- チアガール狩り 名門強豪○校 チアリーディング部所属（1月26日、ハラスメント）
- 私…急いだ事を後悔しています。3（1月30日、レッド）
- 脚フェチ中年オヤジのヤリたい放題パンストファックで生ハメ雌堕ち美脚ギャル!（1月30日、オリンポス）
- 引退直前! 渚みつきの青空ぶっかけファン感謝祭 素人男性たちを全力おもてなし! ザーメン抜きまくりツアー ごっくん・ぶっかけ・生中出し! 合計35発（2月20日、ディープス）
- 絶対的上から目線で美少女痴女が淫語コントロール 射精を支配される究極主観JOI（2月20日、Fitch）
- 化粧っ気のない地味っ子ちゃんが一生懸命メイクを頑張って大好きな先生とSEXをする中出しシンデレラストーリー（2月22日、YONAKA）
- 神陸上ウェア スポーツ日焼けから筋肉美女アスリートの秘部を隠してきたウェアを巨乳や美乳パイパンや剛毛娘に着せジョリワキやハミ毛を堪能。陸上ユニホーム女子の太腿やお尻や着衣放尿まで!! 身体にフィットするウェアのキワキワを超接写＆完全着衣でハメ撮り（2月22日、親父の個撮）
- 尊敬している父と再婚した年下の母親は射精管理してくる鬼畜な人でした。（3月1日、光夜蝶）
- お父さんとずっと（3月1日、NON）
- 超無敵えんこうせい（3月7日、ノースキンズ）
- スキニーガール 『M』ハンティング!（3月12日、M男パラダイス）
- 【パコパコ動画】このイチャラブカップル! エロ過ぎて無理www（3月19日、チキチキカマー/妄想族）
- 「私、引きこもりの同級生とその家族の人たちに陵辱され種付けされ続けるの…そう、これから毎日…」（3月26日、オーロラプロジェクト・アネックス）
- 僕の身体はJ〇達の実験体！気づけば僕の家はJ〇達の溜まり場で全員とセックスさせられた（4月2日、MARRION）
- 渚みつきにベロベロチュウチュウされながらずっーーと乳首を弄り回されてるのに抜け出せそうにない（4月5日、NON）
- 女ハ男ヲ目デ犯ス。（4月5日、COBRA（ワープ））
- レズバトル敗者ペニバン屈服マッチ 03（4月5日、バトル）
- スゴ～く！制服の似合う素敵な娘（4月9日、オーロラプロジェクト・アネックス）
- マゾ女を性奴隷にできるSMガールズBar（4月16日、グローリークエスト）
- 女王様はロリ専科（4月16日、犬/妄想族）
- 【射精誘導】「乳首イジっただけでチ○ポ汁ダラダラ垂らして気持ち良さそうだね。でもまだシゴいちゃダメ。」焦らし淫語と脳イキで絶対快感を味わう【オナニーサポート】（4月23日、グローリークエスト）
- 令嬢飼育 本当に辛くて逃げたかった7日間（4月25日、AEGEAN）
- 会員様限定! サブスク変態オープンサロン（4月26日、h.m.p）
- 思春期の娘 みつきちゃん（4月27日、JUMP）
- 入社したエステ店の新人研修に行ったら男はまさかの僕1人!? 初日から実習でフル勃起を晒した僕は、研修が終わるまで練習台という名の性玩具にされました… （5月1日、OFFICE K’S）
- 「私の恥ずかしいオシッコ見て…」お漏らし失禁の快楽にどハマりしちゃったJ系（5月7日、山と空/妄想族）
- 同じセリフしか言わないRPGのモブキャラを犯しまくりたい! パート4（5月9日、ROCKET）
- 【神ギャル殿堂入り】ギャルがやっぱり最強説！vol.8（5月21日、チキチキカマー/妄想族）
- 【ASMRレズ主観】 あの日、生徒たちのレズ誘惑に負けて一度体を許してからというもの会えば何度も何度もイカされてしまう担任教師の私...。 ～ある有名進学女子校での出来事～（5月28日、レズれ!）
- 私…何をやってもうまくいかないんです… セックスロボがやってきた!（5月28日、レッド）
- 『もしかして…勃っちゃったの?』美尻を見られた同級生が甘くささやく 戸惑う僕のチ○ポにクラスメイト達の手が伸び、夢の校内乱交が始まるという甘酸っぱい青春の思い出!（6月1日、OFFICE K’S）
- 家政婦の無防備な四つん這い尻揉みしだき痴○（6月1日、OFFICE K’S）
- 上は制服 下は黒タイツ 永遠に見ていたい! スラリとした美脚、マンすじセンターシーム、ムレムレ足裏に思わず股間が熱くなる!（6月4日、ディープス）
- 渚みつきに内緒でHしようと誘われたら（6月4日、S-Cute）
- 光夜蝶で渚みつきとヤリまくる（6月7日、光夜蝶）
- ママには内緒だよ。愛すべき娘達にパパパパ中出し溺愛教育。（6月11日、Hsoda）
- ガチ恋粘着ピーピング 南アルプス市 市立校Y ヤンキー 帰宅部 貧乳 すやすや3女 肉オナホ 中出し 睡姦すやすやえっち（7月2日、山と空/妄想族）
- メガネが似合うエロお姉さんシコ図鑑（7月11日、LEO）
- 「私、すっかり中派になっちゃった…」クリでしかイッた事ない女子校生が初膣内イキチャレンジ!  中イキ未経験の女子校生をガチナンパ! マ〇コごと身体をハネ上げる高速ピストンで快感の向こう側へイクイク中出しセックス!（7月11日、アイエナジー）
- 神渚みつき1980 240分7作品7SEX!! 競泳水着からスク水にブルマにパンスト、更に夜這いや盗撮マッサージやAV面接まで僕らが大好き渚みつきちゃんの全てが詰まったコンプリート作品集!! 撮り下ろしシーンも収録!!（8月8日、親父の個撮）
- 逆ナン痴女 24時間監禁調教ドキュメント ザーメン搾り取り、ペニバン、騎乗位やりたい放題の小悪魔みつきのM男飼育（8月13日、AVS Collector's）
- アナルのシワの数までハッキリわかる! ノーモザイク連続絶頂アナル見せオナニー27（8月22日、アイエナジー）
- 知りすぎた女 4（8月27日、レッド）
- エロコスW痴女 チ〇ポがおかしくなるM男射精管理（9月10日、AVS collector’s）
- もう会えない…だから好きを伝えたくてキスしたらもっと好きになりました。ラストレズで想いを重ね、唇を重ね、1泊2日の民泊デート（9月12日、凸凹はぁと）
- 三角木馬責め!! 03 股間を引き裂かれてヒーヒー泣き叫びながら、ワレメに直撃! 天まで突き抜けるような刺激に堪らずイッてしまう女たち（10月22日、ブラックドッグ/妄想族）
- 渚みつきの世界 SPECIAL BEST（11月26日、AVS collector’s）

- 渚みつき 神スーパースター伝説 Complete Memorial BEST4時間（8月12日、ケイ・エム・プロデュース）
- 渚みつき BEST（8月25日、レッド）

### VR
- あなたをタップリ癒してくれる! 自立型ネコミミAIアンドロイド Mitsukiのご奉仕ナマSEX!（3月28日、宇宙企画VR）
- 新感覚！初めての猫ミミカフェ!飛びきりカワイイネコミミ少女達に大量中出し! (3月27日、4KVR)
- ゲス教師体感VR! レギュラーになりたい女子生徒にエロ行為を強要してナマ中出し!（4月16日、宇宙企画VR）
- 【4K 匠】好きだったあの子からいきなりの電話。そして…うちにやってきたッ!! (7月11日、クリスタル映像)
- HQ超画質革命!キャンプ中【突然の嵐】怖がるみつきちゃんを支えたら吊り橋効果でヤレました!しかも中出しw (7月18日、こあらVR)
- J○痴女っ娘マッサージ店へようこそ (7月24日、KMPVR -bibi- )
- 超画質革命!美少女ウェイトレスにいちゃもんをつけて土下座謝罪させ脅して生ハメ中出ししたモンスタークレーマーVR (10月26日、こあらVR)
- ひと夏の悪戯（11月1日、WAAP）
- 裏山にエロ本を捨てたら…VR（11月22日、ナチュラルハイ）
- ASMR 脳みそをとろっとろにさせる昇天淫語で前後左右からねっちょ～り密着挟み撃ち花魁VR (12月20日、kawaii*)
- ツインテールニーハイソックスパンチラ誘惑美少女中出し性交（12月31日、TMA）

- 「てめぇさっさとシコれよ! 」進学校に通う清楚な顔した黒パンスト穿いた義妹が上から目線で見下し淫語オナサポ/ビンタ/脚コキ/唾吐き/濃厚フェラ！罵倒されフル勃起したチ○ポにガニ股生挿入! 卑猥な腰振りで何度もイキ乱れた!（1月3日、V＆R PRODUCE）
- 彼女が構ってくれないからまんぐり責めした（1月16日、SODクリエイト）
- 声を出したら絶対アウト!!  カノジョがすぐそばにいるのに…静寂の図書館でメガネ文学少女に痴女られまくりVR（1月21日、ワンズファクトリー）
- 唾液ダラダラ接吻痴漢 VR2 オヤジを虜にするほど密着して舐めまくる痴女子○生（1月24日、ナチュラルハイ）
- 渚みつきはアナタの生徒! 大人気ピンサロ店で働くのを見つけて卑怯な性教育開始! 口内ザーメンぶちまけた後日、職員室に呼び出して感度最高のキツマンを何度もイカせて特濃中出し! （3月27日、プレミアム）
- 劇的超高画質 追撃レ●プ! 2 裸乳首が卑猥! 乱れたスーツに破れたパンスト レ●プされたのにまたレ●プ! （5月2日、ブイワンVR）
- DVR全裸図鑑 謝礼しますのでハダカを見せてください! クンニさせてください! アナルを舐めさせてください!  （5月19日、こあらVR）※ みつき21歳 介護士名義
- 同僚OLたちがボクのチ●ポを奪い合いセクテク競い合うハーレム逆3P（6月26日、ワンズファクトリー）
- 極カワ妹ラブイチャSEX エッチな誘惑連発でもう我慢の限界w（7月21日、TEPPAN VR）
- 超イケてるJ●ギャルデリ嬢とネチネチ密着セックス 媚薬を使用したら超敏感な超絶エロ娘に覚醒! （9月16日、P-BOX VR）
- （自称）紅のちっぱいグラドルみつき裏アカでオナサポオナニー公開! #ギリギリ見えない #最高の没入感 #らぶりつください #1万いいねでハメ撮り流出 (11月2日、kawaii)
- VR ドエスどすえ。（12月15日、ガン見隊）

- 僕にだけデレッデレで甘々なロリギャルの美尻見せつけセックス（1月15日、ワープエンタテインメント）
- 地雷系女子VR ～みつきの重すぎる愛を受け取ってね～（1月20日、ケイ・エム・プロデュース）
- 大金が手に入ったのでパパ活バー【会員制】 でパパ活女子（2人）を金に物を言わせて大人買いVR!!  現金で目の色が変わる! エロのハードルがゆるくなる! 瞬間を高画質で楽しめる大富豪体験!! （2月10日、ワンズファクトリー）
- ドMの『みつき』とお酒や媚薬でキメセク【潮吹き】【首絞め】【絶頂連発】の失神寸前までハメまくった【顔射】猛烈FUCK! （3月8日、こあらVR）
- 退魔くノ一捜査官 ミツキとマコ 降参しても許してくれない波状攻撃! 強制うまのり連続生ハメ尋問!! （3月19日、	Cosmo Planets VR）
- 美少女限定! 舐めフェチ専門風俗ビル! 専門店ならではのピンポイント舐め特化プレイ各種4コース2時間舐められまくり!（4月1日、SODクリエイト）
- 特化VR ～顔舐めしながら手コキ編～（4月1日、ケイ・エム・プロデュース）
- 全編天井特化アングル ～人気女優が貴方のオナニーを手伝ってあげる～（4月2日、ケイ・エム・プロデュース）
- 【お触り禁止！本番禁止！】J○リフレ店で入店3日目の新人をダマして【媚薬】を飲ませ着せ替え制服美少女と生ハメ中出ししちゃった! 絶頂連発【キメパコ】汗だく体液FUCK! （4月19日、こあらVR）
- 溶けちゃうくらい酒まみれの私に…トロトロに痴女られて? 真面目な家政婦メイドの中毒的な酒酔いプレイで飽きるまで搾り取られたボク （4月22日、KMPVR-bibi-）
- 地雷系女子VRスペシャル ～メンヘラ女は好きですか? ～（4月22日、ケイ・エム・プロデュース）
- 超全身舐め究極ハーレムVR 足の指から顔面まで全身同時舐め回し! 唾垂らしキスまみれ両耳舐めASMRで脳までとろける天国イキ! 最後は天井特化6回転連続SEX!! （4月22日、SODクリエイト）
- 前頭葉に侵食する不道徳な淫語とえげつないテクで男を射精させてきた乳首犯しデリヘル（2021年4月28日、ケイ・エム・プロデュース）
- 僕をいつもいじめて来るクラスメイトのギャルが実は処女だった!? 秘密を知った僕は彼女が授業をサボっている時に強引に犯して強制中出し! 処女喪失！僕のデカチンの虜になりメス化するギャル!（5月6日、SODクリエイト）
- 生徒の誘惑に負けた担任の僕は放課後ラブホで…VR ミツキとユイに挟まれ身動きも出来ずに何度も、何度も、中出ししてしまった…（6月13日、痴女ヘブン）
- 放課後暇つぶしで乳首責めして遊ぶWちくびっ娘。反応いいアナタには…挟み撃ち逆3P中出し（6月14日、本中）
- VR乳揉みインタビュー（6月19日、ガン見隊）
- 至近特化VR 目を見つめ合いながらあなたの近くでオナサポ 超密着（7月1日、ファンタジスタVR）
- JKリフレ MIRAI 秋葉原店リアル体験!! （7月7日、Yellow Pinkman）
- 心楽～露出禁止だけど生チ●ポを触ってくれるチャイナエステ（8月20日、CASANOVA）
- VR 若奥様は裾まくり! 第2話 ハイクオリティー（9月7日、仮想空間少女伝説）
- 生意気なM性感痴女に虐められたいドMの方へ（9月10日、CASANOVA）
- パンチラ×太もも×ニーソ 絶対領域VR 4（年9月11日、CRYSTAL VR）
- ヤキモチ焼き渚みつきとのイチャイチャ密着同棲ライフ（9月13日、ケイ・エム・プロデュース）
- 出会い喫茶で知り合ったスーパー美女の誘惑円光（9月24日、CASANOVA）
- 鬼詰のオメコ - 二人称主観・鬼詰隊兄妹外伝（10月29日、TMA）
- 【ほどよい天井特化は当たり前! やや目が疲れるかもしれない座位密着特化】 セックスのハードルが超低い男女比率の1:9学校。使わなくなった部室でヤリマン女子とハメまくり!（12月1日、Hunter）
- 台本は10回射精させることのみ！手コキやフェラ、セリフも全部アドリブ！まるで女優本人にイカせてもらっているかのようなVR（12月2日、SODクリエイト）共演：百瀬あすか
- 復讐催眠 いじめられっ子のみつきちゃんと僕がいじめっ子に催眠術をかけて従順ペットにする話（12月10日、ナチュラルハイ）
- ようこそバンブリ（バンビッシュプリンセス）へ!! 人気AV女優が在籍するガールズバーで射精管理VR!! （12月17日、ケイ・エム・プロデュース）
- 天井特化アングルVR ～ヤミツキ天井特化セックス～（12月25日、ケイ・エム・プロデュース）

- フェラ顔VR（1月21日、ケイ・エム・プロデュース）
- 【進化版！全編ASMR特化】「お兄ちゃんの耳、犯してみよっか! 」脳内淫語感染 痴女っ子Wシスターズに前後左右から密着サンドイッチ逆3Pエッチッチ（2月22日、kawaii）
- 超ヤバ腰ふり騎乗位ギャルに逆ナン筆下ろし! 逆3Pサンドイッチ密室ヤリマンカーSEX!!（3月2日、SODクリエイト）
- 〈バイノーラルで聴覚刺激！多人数罵倒足コキ! 豪華15人160分収録!〉‘女子○生寮の管理人（下僕人）の僕は、寮生の足コキおもちゃにされてます…’【寮や学校など至る所で罵倒され、足でチンコをイジメられてるけど快感すぎて責められ好きの僕にとってはご褒美で…（3月2日、SODクリエイト）
- ねぇねぇ、この子とエッチしない!? 友達を売る円光斡旋J子 顔面偏差値70オーバーギャルズ 11人目 みつき（3月17日、ワンズファクトリー）
- ダメっ! 見ないで! 捕まった女スパイがみんなの前でイカされる! 恥辱の絶頂生放送（3月19日、BabyEntertainment）
- いっぱい舐めてあげる（4月16日、ケイ・エム・プロデュース）
- 妹からの乳首責め 明日出かけるからお小遣いちょうだい（4月21日、Mr.michiru）
- 天井特化で徹底オナニーサポート（5月13日、BUDDHA）
- 2SEX230分21射精 帰省先のド田舎で再会した幼馴染二人に密着挟まれ身動き出来ず奪い合い中出しさせられた夏休みVR（8月23日、痴女ヘブン）
- 尻が好き!! ギャル尻が好き過ぎてみつきのお尻を見るたびに後ろから突きたくなる困ったオレ。（8月27日、CRYSTAL VR）
- ツンデレ女子校生渚みつきはセックスを知らない（9月2日、S-Cute）
- 女子校生に机の下でイタズラを（9月28日、ケイ・エム・プロデュース）
- J●チクビ育成 脳みそが真っ白になって何回もイっちゃうよぉ!! ビンカン女子校生8名（9月30日、ケイ・エム・プロデュース）
- KMP20周年記念!! ヤリマン学園★ すぐイッたらダメだからね★ ～臨時教員として採用された僕に襲いかかるエキサイティングな1ヶ月間～（10月20日、KMPVR-彩-）
- 《領域展開/地面特化×天井特化》究極3P密着サンドイッチセックス。ヤリマンギャル達に前後左右に完全包囲され射精してもやめてもらえない絶頂射精OCEAN 渚みつき×百永さりな（11月24日、SODクリエイト）
- 何気ない宅飲みが修羅場に… 貧乳の彼女と巨乳の友達がボクを奪い合う3P酒乱交（12月24日、ケイ・エム・プロデュース）
- 僕の精子を搾り取るハーレム4P（12月30日、ケイ・エム・プロデュース）

- 顔面特化アングルVR ～顔を見つめ続けたら離さない、依存性しゅきしゅきSEX～（1月22日、ケイ・エム・プロデュース）
- 女子校生のオナニーを見ながらシコらされるVR（3月20日、ケイ・エム・プロデュース）
- ヤンキー気質の友達のねーちゃんのオナニー中に偶然遭遇完全に怒られるのかと思いきや、急に部屋に引きずりこまれまさかの筆下ろし 童貞の僕に優しくなったり怒られたりエロすぎるテクにドはまり連続中出し（4月12日、ケイ・エム・プロデュース）
- 舐めてあげるから、いっぱいシコってね♡（4月15日、ケイ・エム・プロデュース）
- 特等席でもっと見て! ストリップオナニーVR（4月21日、SPICY VR
- 腰のうねりがハンパない!! 終電を逃した単なる女友達を家に泊めたら向こうからの求愛エモFUCK（4月23日、ケイ・エム・プロデュース）
- 初3人共演!! 父の再婚相手の連れ子はエロ特化ちっぱい3姉妹 発育途中のちっぱいに夢も股間もパンパン破裂寸前!（4月30日、ワンズファクトリー）
- 敏感すぎる教え子とのヒミツの関係 制服美少女と早漏なボクがお互い何度も求め合う禁断の1泊2日（5月11日、ディープス）
- 変態フェチ図鑑シリーズvol.01 絶倫美少女×変態性癖編（6月2日、VR総研9課）
- 変態フェチ図鑑シリーズvol.02 絶倫美少女×変態性癖編（6月9日、VR総研9課）
- 変態フェチ図鑑シリーズvol.04 絶倫美少女×変態性癖編（6月23日、VR総研9課）
- 私があなたのオナニーを手伝ってあげるよ（6月26日、ケイ・エム・プロデュース）
- 変態フェチ図鑑シリーズvol.05 絶倫美少女×変態性癖編（6月30日、VR総研9課）
- ボクの前では〈超清純〉な渚みつきとイチャラブ同棲生活8KVR! （7月5日、レゾレボVR）
- ちっぱい美少女なんば～わんっ! 渚みつきBEST（9月30日、ケイ・エム・プロデュース）
- 8KVR×kawaii＊女学院 ＜アオハル学園編＞女子校に赴任した僕にモテ期到来!? 教室で…保健室で…体育倉庫で…性欲が尽きない教え子8人に痴女られ抜かれまくるハーレム逆9P大乱交（11月29日、kawaii）
- 8KVR×kawaii＊女学院 ＜修学旅行編＞女子校に赴任した僕の完全モテ期!! 旅行ハイで性欲が尽きない教え子8人に痴女られ抜かれまくるハーレム逆9P大乱交（11月29日、kawaii）

- 俺のことが好きすぎる性欲強めのギャルJ系彼女とイチャラブ全開完全受身の中出しSEX（2月7日、P-BOX VR）
- 小悪魔美少女ギャルが本格コスプレで究極焦らし! からの強制連続射精で爆ヌキ（3月6日、Cosmo Planets VR）
- みつき…キミといつまでも… ボクのことを好き過ぎるご奉仕メイドとのなんともうらやましい日常。（3月23日、CRYSTAL VR）
- 美女8人のケツ穴くぱぁ～を近距離ガン見VR 2（4月10日、P-BOX VR）
- 【8Kで送る!】渚みつき夢の3シチュエーション シコらせ特化の無限オナサポSEX体験（4月18日、KMPVR-彩-）
- 【フリースタイルVR】訳アリ家なしJ○（4月26日、unfinished）
- 挿入しないなんて…絶対ムリ。寮生活終了まであと1週間。挿入×恋愛禁止ルールを破った瞬間、大好きピストンを繰り返した寮生との日々（5月11日、KMPVR-彩-）
- ストレス軽減 元気回復VR ボクは今日…同棲中の彼女の一言で救われた。（7月20日、CRYSTAL VR）

### 動画配信
- 【清純SSS級】19歳【ピュア美少女】みつきちゃん参上! 普段は医療福祉の専門学校に通う彼女の応募理由は『学費の返済と…エッチ勉強したくて…』経験の少ない清純美少女！初体験が盛りだくさん！人生初【潮吹き】人生初【駅弁】人生初【顔面発射】『私、小悪魔な女子になりたいんです…♪』そのままでイィと思います! 清純美少女のガチイキSEX見逃すな!（2月27日、ARA）※「 みつき 19歳 専門学生(看護専攻)」名義
- 【初撮り】ネットでAV応募→AV体験撮影 900 早熟で可愛らしい美少女は、念願のAV男優とのセックスに興奮が止まらないw（3月4日、シロウトTV）※「みつき 20歳 専門学生(美容系)」名義
- 感度AAA敏感体質ボディ!! ガールズバーで働くなぎさちゃんがビチャビチャお漏らしモモ尻クネらせエビ反り絶頂SEX!!（3月5日、DOC）※「なぎさちゃん 20歳 大学生(ガールズバー店員)」名義
- トゥルットゥル美肌のアパレル店員を彼女としてレンタル! 口説き落として本来禁止のエロ行為までヤリまくった一部始終を完全REC！美乳スレンダーの若々し過ぎるカラダをムシャぶり尽くす!（3月17日、プレステージプレミアム）※「みつきちゃん 20歳 アパレル店員」名義
- みつき（4月19日、DOC）
- みつき2（4月26日、DOC）
- ☆関東近郊のスパで発掘!! 地元勤務のビキニコンビと中○し乱交☆八重歯が可愛い美少女とお部屋パーティから変態プレイ続出の激ヤバ乱痴気プレイww（10月21日、黒船）※「しおり」名義
- 恥じらいと興奮が交差する腋フェチイメクラ! （11月23日、ONE TIME）※ 後にDVD「常に腋見せフェチイメクラ 渚みつき Vol.003」の一部に
- 【個人撮影】童顔キツキツマ〇コに無許可中出し→不機嫌になっても快楽に逆らえず連続エッチ【口内中出し顔射3連発】（12月18日、黒船）※「みつき」名義

- 可愛すぎるメンヘラメイドのラブラブご奉仕（5月2日、ONE TIME）
- 【SEXモンスター×生ハメ中出し5連発】ざわ…ざわ…刮目せよッ! とどのつまり…この黒ギャル、圧倒的な沼ッ! まさに極楽沼ッ! 精子を搾取する黒沼ッ! このエロさ…1050年地下行きッ! ギャンブルもエロも、狂喜の沙汰ほど面白い…ッ【ギャルしべ長者25人目 ウェンディー】（6月6日、Jackson）「類稀なるSEXモンスター ウェンディー 21歳 アパレル販売員」名義
- 【ハメ潮リヴァイアサン】TikT●kにエロい動画を載せる、フルーツパフェ専門店の看板娘をSNSナンパ!! 超アイドル級の美少女を容赦無用の巨根ピストンでイカせまくる!! バッシャばしゃハメ潮を撒き散らしながら超桃尻が波打つ様にフル勃起&ヌキまくり必至!! 【TikT●kやりたガール。@00001】※「スモモモモモモ・モモコ 22歳 フルーツパフェ専門店の看板娘」名義
- みさき（10月13日、DOC）
- なぎみつ（10月22日、DOC）
- 無限痙攣「鬼ドM」ギャル!!! 【酒豪でノリ高めの顔面偏差値SSS級ギャル!!!】×【エロポテンシャル最高!!! 超絶敏感体質&ど変態蛇口ま●こで激震ビクビク脳イキ連続絶頂!!!】：朝までハシゴ酒 67 in渋谷駅周辺（12月25日、プレステージプレミアム）※「ミツキ 21歳 舞台女優(卵)」名義

- 1on1ガチンコ全裸レズバトル4th 渚みつきVS葉月桃（1月21日、ROCKET）
- 【パパ活潜入・さくらちゃん編】超有名私立大青○ミスコン入賞! アナウンス研究会所属! 皆に愛される未来の女子アナは隠れマゾ女子☆超ウブな清楚娘が人生初イキの決定的瞬間!! 生まれて初めて気持ち良い中出しエッチができました☆（2月21日、まんまんランド）※「さくら」名義
- 【痙攣回数1000回以上】【止まらない超絶頂】【汗だく生ハメ2連発】【激エロの申し子】これはまいった！エロいって言葉はこのギャルの為にあるのか!! 痙攣と絶頂のハーモニーが興奮の波を呼び寄せからのスパーキングッッ!!! 今回も安心してください…激エッチですよ ギャルすたグラム♯015（4月23日、はめちゃん。）※「痙攣絶頂の申し子なぎ(20)回転寿司屋」名義
- 【20歳 長崎県】かえで（10月16日、しろうとパックンチョ!!）
- みつき（10月30日、ladyhunter）
- みつき（11月6日、ladyhunter）
- 【アヘとろ絶頂！！】相性抜群のお●んちんに何度もイキまくる青髪ミニマムギャルが可愛すぎたwww（11月8日、まんまんランド）※「はるか」名義’

- あおい&みつき（1月12日、おぱいちゃん）
- あおい&みつき 2（2月26日、おっぱいちゃん）
- M男クンのアパートの鍵、小悪魔サンタに貸します（3月14日、WAAP）
- 【人気メンエス嬢に密着】【給料明細 #07】男性専用オトナのマッサージ秘技大公開!! 客が悶絶するフェラテクニックとは?! 可愛い桃尻をバックでハメ倒す絶頂連発ナマ本番!!（6月3日、DOC）※「なぎさ 24歳 出会い系メンズセラピスト」名義
- 【配信専用】ヌキ無し店なのに…超過剰サービスで疲労も精子もぶっ飛ぶ！！リピート確定！搾精メンズエステ ＃10（7月28日、DOC）
- 【顔面偏差値SSS越えのWヤリマン水着で乱交で停学&除籍寸前の連続中出しセックスSP】【関東最大イベサーの生え抜きヤリマン美少女JDが水着で舞う!!】【若きエロス滾る滾るノンストップで乱交からのソロSEX!!】【もちろん環境考慮のゴム無しフル中出し120分超えスペシャル!!】（11月4日、マジック）※「なぎっち/21歳/顔面偏差値SSS超え美少女ヤリマン」名義

- とことんインタビュー&自由なSEX（1月11日、トップランナー）
- NAGISA(24)【素人ホイホイStayHome/自宅連れ込み/なし崩し/おうちでヤろう/24歳/ギャル/スレンダー/介護士/酒/顔射/小柄/ドM/個人撮影】（1月28日、素人ホイホイ）
- 同窓会で再会したクラスメイトみつきちゃん。性欲持て余し気味の若奥さんにミニスカパンチラで誘宴会場の廊下や隣の部屋でヤッちゃった（3月7日、ヒビノ）
- トップランカー（3月15日、TOPランナー）
- 2人はずっと仲良し（4月19日、TOPランナー）共演：枢木あおい
- 妹の友達は超ミニスカパンチラで誘惑してくる小悪魔/スケートめくりしてあげたらエッチなハートに火がついたスケベっ娘・みつきちゃん（5月2日、ヒビノ）
- 【性欲増し増し! 激カワDJ性交!】開幕からエロモード全開の顔面偏差値SSSギャル! LOVEジュースを持ち込み性欲↑↑エロ尻&美脚きわだつ小麦肌! エロ汁溢れるトロ顔ご奉仕! 頭ん中チ●ポだけ! 濃密トリプル中出し!!!【なまハメT☆kTok Report.64】【Nagisa】（5月6日、DOC）※「Nagisa 21歳 クラブDJ(Loveジュース持参)」名義
- M.S(24) 素人ホイホイLover・個人撮影・カップルハメ撮り・彼氏部屋・フェラ・寝起きSEX・24歳・美少女・スレンダー・ギャル・コスプレ＃チャイナドレス・電マ ＃オナニー・ツインオナニー・イキまくり（5月16日、素人ホイホイ）
- 美少女だけど気が強いツン多めのコンカフェ嬢【あめちゃん】を自慢のチ●ポでデレさせるコスプレSEX2回戦!!（5月26日、黒船）※「あめ」名義
- あなたのち●ぽは私の物!」いじられまくって超悶絶! 超･最高のち●ぽ責め!  vol.02（6月15日、DOC）
- トップランカー（7月19日、TOPランナー）[54]
- 『渚とみつき』無限射精な天使と射精管理な悪魔の双子 ＃無限射精な白い天使＃限界超えても射精＃射精しても射精しても＃金玉からっぽ＃もっと出すまで許してくれない＃優しき悪魔「いっぱい好きなだけ、死んじゃいそうになるまで何度でも何度でも気持ちよく射精させてあげる♪」＃射精管理な黒い悪魔＃焦らし焦らし我慢＃射精コントロール＃カリ首3cm挿入SEX＃我慢耐えて我慢耐えて最高の射精＃意地悪天使「イクな♪我慢しろ♪まだ我慢しろ♪焦らされて焦らされて泣きながら射精堪えろ♪先っちょだけで堪えろ♪」（8月4日、BOTAN）
- 【中出し】厳選美少女にコスプレさせてオレの子を孕ませる！【北●沙都子】（9月4日、スコッチ）
- 【中出し】厳選美少女にコスプレさせてオレの子を孕ませる！【ミ●ム2】（11月18日、スコッチ）
- 「イキすぎておま●こ弱くなってるぅ!!」イン☆フォロワー1万人、車好き美少女ギャル(強そうに見えて実はドMw)を写真撮影というテイで自宅へ連れ込み→連続絶頂させる中出しハメ撮り!!（12月3日、まんまんランド）

- 『インキュバスthird』前編～美形すぎる淫魔たちと無限交尾～IKASE愛バトルに弄ばれ奪い合われる快感に蕩ける私～（1月5日、BOTAN）
- トップランカー（1月17日、TOPランナー）
- AV女優頑張ってます（2月7日、TOPランナー）
- 【中出し】厳選美少女にコスプレさせてオレの子を孕ませる! 【●造●間18号】（2月18日、スコッチ）
- トップランカー（4月3日、TOPランナー）
- 『IKUNA＃13.0』渚みつきvs皆月ひかる 全セクシー界GAMANKO最嬌対決 統一メスガキビッチ級「最嬌」頂上決戦! いつもイキ潮まくるAVスター競演＜イキガマン狂い＞絶頂決戦『IKUNA』シーズン4! イキガマンの果てに手にする絶頂は恍惚か! 失神か! 失禁か! 最高の絶頂女王は誰だ! 「ヤミツキング」渚みつきvs「胸平族の最淫戦士」皆月ひかる（6月21日、BOTAN）
- トップランカー（6月26日、TOPランナー）
- 【イクイク絶頂】見た目強そうなのに超敏感にイキまくる裏垢ギャル(19)と制服コスプレSEXした伝説の記録（8月11日、黒船）※「Pちむ」名義
- 【アヘイキ昇天】イキまくり! 強めの美少女ギャル(19)に制服コスプレさせてイカせまくったハメ撮り（10月17日、黒船）※「みゅう」名義
- トップランカー（10月30日、TOPランナー）
- 魔法のオイルで快感マッサージ（12月3日、切り売りのおかず屋さん）

### イメージビデオ
- 恋の聖域+（2019年1月18日、スパイスビジュアル）※「池田亜香里」名義
- CHANGE（2019年9月20日、INTEC Inc）
- ロ○ータ（2020年7月26日、スパークビジョン）
- ロ○ータ～美少女12人のTバック～（2023年1月26日、スパークビジョン）
- ロ○ータ～美少女11人の絶頂～（2024年2月26日、スパークビジョン）
- ロ○ータ～美少女11人のオナニー（2024年8月26日、スパークビジョン）

### 写真集
- PRISM（2019年9月27日、ジーウォーク、撮影：天野功）ISBN 978-4862979339

## 出演

### テレビ
- 原宿☆バンビーナ候補生（2020年3月1日[55]、エンタ!959）

### オリジナルビデオ
- タッグマッチ レズプロレス2（2020年1月9日、ROCKET）
- 神撃戦隊アストランサー（2021年2月12日、ZENピクチャーズ）- アストピンク/日向 陽 役
- 騎神戦隊レジェンミラー2 前編（2022年6月10日、GIGA）
- 騎神戦隊レジェンミラー2 後編（2022年6月24日、GIGA）
- ディルドーマン（2023年4月28日、TMA）
- ヒロインピンチS 怪獣戦隊ジュウカイザーZERO ～もう一人のカイジュウ戦士［前編］～（2023年10月13日、GIGA）
- 同人ヒロイン25 ヒロインピンチスペシャル 怪獣戦隊ジュウカイザーZERO もう一人のカイジュウ戦士（後編）（2023年10月27日、GIGA）
- あやかし討滅伝コウガイガー 天魔党編（2023年10月27日、GIGA）
- 俺が監督! 女子プロレス（2023年12月1日、アキバコム）
- Pride of Genius 01（2023年12月29日、バトル）※ Blu-ray 同時発売
- JKファイター YUUKI 危険な放課後ミッション（2024年1月26日、ZENピクチャーズ）
- BWP story 281（2024年11月15日、バトル）
- BWP NEXT 13 興行（2024年11月22日、バトル）※ Blu-ray 同時発売

### ウェブドラマ
- Scarlet Summer（2021年10月下旬配信予定、Amazon Prime Video） - 加藤亜希子 役[56]
- 巨大ヒーロー ヴィクトリアス（Gigantic Hero Victorious）（2023年3月17日 - 4月7日、ギガ特撮チャンネル） - シヅキアイラ/ヴィクトリーナ 役[57]
- あやかし討滅伝コウガイガー 天魔党編（2023年9月22日 - 10月13日、ギガ特撮チャンネル）- マリカ 役
- 阿仁丸戦隊ジンジュウガー（2024年1月16日、ギガ特撮チャンネル）- ジンスワン/ハイネ 役

### ゲーム
- スマホゲームアプリ「ロードモバイル」セクシー女優対抗戦（2021年3月 ‐ 、IGG）[58]
- 銀行マンの下剋上～バラ色人生を目指して～（2022年12月6日、AV GAMES、フュージョンプロジェクト）- レースガール・渚みつき 役[59]
- 社長と美女たちの二重奏（2024年3月6日[60]、CREAM SOFT）- 井原颯 役[61]

### イベント
- アニクラTMA13 ～渋谷のウサギの庭に集まれバニー!!～（2024年11月2日、東京・渋谷 CLUB CAMELOT）※撮影タイムのモデルとテキーラガールを担当[62]。